# Dominick Barlow
Dominick Barlow, né le 26 mai 2003 à Hackensack dans le New Jersey, est un joueur américain de basket-ball évoluant au poste d'ailier fort voire de pivot.

## Biographie

### Carrière professionnelle

#### Spurs de San Antonio (2022-2024)
En juillet 2022, il signe un contrat two-way en faveur des Spurs de San Antonio. En juillet 2023, son contrat two-way est renouvelé. En mars 2024, son contrat two-way est converti en un contrat standard.

#### Hakws d'Atlanta (2024-2025)
En juillet 2024, il signe un contrat two-way avec les Hawks d'Atlanta. Début mars 2025, son contrat two-way est converti en un contrat standard de deux saisons.

#### 76ers de Philadelphie (depuis 2025)
Début juillet 2025, il s'engage avec les 76ers de Philadelphie via un contrat two-way.

## Records sur une rencontre en NBA
Les records personnels de Dominick Barlow en NBA sont les suivants, :
| Type de statistique        | Saison régulière | Saison régulière          | Saison régulière |
| Type de statistique        | Record           | Adversaire                | Date             |
| -------------------------- | ---------------- | ------------------------- | ---------------- |
| Points                     | 12               | @ Kings de Sacramento     | 3 avril 2023     |
| Paniers marqués            | 3                | 2 fois                    | 2 fois           |
| Paniers tentés             | 7                | @ Rockets de Houston      | 5 mars 2023      |
| Paniers à 3 points réussis |                  |                           |                  |
| Paniers à 3 points tentés  | 2                | Raptors de Toronto        | 2 novembre 2022  |
| Lancers francs réussis     | 4                | @ Clippers de Los Angeles | 19 novembre 2022 |
| Lancers francs tentés      | 4                | @ Clippers de Los Angeles | 19 novembre 2022 |
| Rebonds offensifs          | 5                | Sixers de Philadelphie    | 23 mars 2025     |
| Rebonds défensifs          | 5                | Sixers de Philadelphie    | 23 mars 2025     |
| Rebonds totaux             | 10               | 2 fois                    | 2 fois           |
| Passes décisives           | 3                | Raptors de Toronto        | 2 novembre 2022  |
| Interceptions              | 1                | 3 fois                    | 3 fois           |
| Contres                    | 1                | 5 fois                    | 5 fois           |
| Balles perdues             | 3                | @ Hawks d'Atlanta         | 11 février 2023  |
| Minutes jouées             | 23               | @ Rockets de Houston      | 5 mars 2023      |

- Double-double : 2
- Triple-double : 0

Dernière mise à jour : 23 mars 2025